# پرو واز د کامینیا
پرِو واز دِ کامینیا (Pêro Vaz de Caminha) (حدود ۱۴۵۰ تا ۱۵ دسامبر ۱۵۰۰ میلادی)، شوالیه‌ای پرتغالی بود که پدرو آلوارز کابرال (Pedro Álvares Cabral) را در سفر به هند به‌عنوان منشی کارخانه سلطنتی همراهی کرد.

## زندگی‌نامه
پِرِو واز دِ کامینیا فرزند شوالیه خانگی دوک گیمارش (بعدها براگانزا Braganza)، واسکو فرناندز دو کامینیا (Vasco Fernandes de Caminha) بود. اجداد وی از نخستین ساکنین نیوا در دوران سلطنت فردیناند اول (۱۳۶۷ تا ۱۳۸۳) بودند. در مارس ۱۴۷۶، پرِو واز دِ کامینیا به عنوان استاد مقیاس (mestre da balança) در ضراب‌خانه سلطنتی پورتو منصوب شد. پدر وی نیز در آن واحد دارای چندین عنوان شغلی از جمله یک مسؤلیت در همان ضراب‌خانه بود. این مسئولیت بعدها زمینه‌ساز تبدیل شدن پِرِو واز به یک شوالیه سلطنتی خانگی شد. فردی به نام تورو پِرِو واز را برای این منصب و همراهی شاه آفونسوی پنجم پرتغال در نبرد کاستیل و نبرد تورو (۲ مارس ۱۴۷۶) پیشنهاد کرده بود. در ۱۴۹۷، او همانند آلدرمن به عنوان منشی دفتر در شورای شهر پورتو مشغول به کار بود و قرار بود برای کار به کورتس لیسبون پیشنهاد شود.
در ۱۵۰۰، پِرِو واز دِ کامینیا که سال‌های پایانی عمرش را می‌گذراند، به‌عنوان منشی کارخانه در حال ساخت کلیکوت (Calicut) در کشور هند، تحت نظر خاندان سلطنتی آیرس کوریا منصوب شد. کوریا و کامینیا در سفر مهم‌ترین کشتی از دومین ناوگان هند به رهبری پدرو آلوارس کابرال که در مارس ۱۵۰۰ از لیسبون به حرکت درآمدند، حضور داشتند. آرمادا با ترسیم یک قوس عریض در جنوب اقیانوس‌اطلس، در ۲۲ آوریل ۱۵۰۰ به خشکی کشور برزیل برخورد کرد و در نزدیکی پورتو سگورو از توابع باهیا لنگر انداخت. پس از حدود یک هفته توقف در ساحل و دست و پنجه نرم کردن با بومی‌های توپینیکوئیم (Tupiniquim) آنها توانستند برای ادامه سفرشان به هند، شروع به حرکت کنند.
قبل از شروع مجدد سفر به برزیل، کابرال به پِرِو واز دِ کامینیا دستور داد تا نامه‌ای را خطاب به مانوئل اول، پادشاه پرتغال بنویسد و به‌طور رسمی گزارش دهد که توانسته سرزمین جدیدی را کشف کند. نامه کامینیا (Carta de Pêro Vaz de Caminha) گزارش جامعی از پهلو گرفتن کشتی تا آشنایی با مردمان بومی برزیل و سرزمین کشف شده را شامل می‌شد. تاریخ نگارش نامه کامینیا را ۱ می ثبت کرده‌اند و مکان نگارش آن " deste Porto Seguro da vossa ilha da Vera Cruz" گزارش داده شده‌است («این بندر امن جزیره شما از صلیب حقیقی»). نام کابرال به‌افتخار جشن صلیب (۳ مه در تقویم مذهبی) برای وی در نظر گرفته شده‌است.
گزارش رسمی کامینیا و نامه جداگانه منجم و فیزیک‌دان، استاد جوائو فاراس (Mestre João Faras) به یکی از زیر دستان کابرال (گاسپار د لموس یا آندره گونسالوز، منابع متعارض اند) داده شد. آنها با کشتی تدارکاتی که با خود آورده بودند به پرتغال بازگشتند. باقی خدمه کشتی نیز برزیل را در ۳ مه ۱۵۰۰ برای ادامه سفر از مسیر دماغه امید نیک به سمت اقیانوس هند ترک گفتند.
نامه پِرِو واز دِ کامینیا به‌عنوان «گواهی تولد» کشور برزیل شناخته می‌شود. این نامه باتوجه به محرمانه تلقی شدن گزارش‌های اکتشافات توسط پادشاهی پرتغال، تنها در قرن نوزدهم توسط پدر مانوئل آیرس د کاسال در کوروگرافیا برازیلیا (Corografia Brasílica) منتشر شد.
آرماندای دوم زمانی در سپتامبر ۱۵۰۰ به ساحل مالابار (Malabar Coast) کشور هند رسید که کارخانه کالیکوت هند به بهره‌برداری رسیده بود (Calecute, Kozhikode). کامینیا به‌عنوان منشی دفتر کارخانه پُستش را تحویل گرفت و شروع به کارکرد. اگرچه، خیلی زود میان بازرگانان پرتغالی و اصناف بازرگانان عرب مستقر در شهر درگیری به وجود آمد. پرتغالی‌ها با کم‌تر شدن تقاضا برای کالاهای تجاری خود، به این موضوع مشکوک شدند که اعراب با سازماندهی یک تحریم، قصد دارند تا دست آنها را از بازارهای ادویه شهر کوتاه کنند. حاکم زامورین کالیکوت از مداخله در این موضوع امتناع کرد و نماینده آیرس کوریا را واداشت تا امور را به دست خود بگیرد. بعدها در دسامبر ۱۵۰۰ و پس از اینکه پرتغال تصمیم به ضبط محموله ادویه اعراب در یک قایق مستقر در بندر گرفت، روی اسکله‌ها شورش به راه افتاد. اوباش کالیکات به کارخانه پرتغالی حمله کردند و هر پرتغالی را که به دستشان رسید، کشتند. حدود ۵۰ تا ۷۰ پرتغالی در این شورش کشته شدند که یکی از آنها نماینده آیرس کوریا و دیگری نماینده مردم و منشی کارخانه پِرِو واز دِ کامینیا بودند.
در متن یک نامه سلطنتی نوشته شده در ۳ دسامبر ۱۵۰۱، مانوئل اول پادشاه پرتغال، نوه بزرگ کامینیا را به‌عنوان جانشین پدربزرگش در ضراب‌خانه پورتو منصوب کرد و به صراحت اشاره کرد که پِرو واز دِ کامینها «در هند وفات یافته‌است».